# Chen Xiexia
Chen Xiexia (陈燮霞S, Chén XièxiáP; 8 gennaio 1983) è una sollevatrice cinese.
Il 9 agosto 2008 ha conquistato la medaglia d'oro alle Olimpiadi di Pechino 2008 nella categoria 48 kg del sollevamento pesi. È stata quella la prima medaglia d'oro per la Cina nell'Olimpiade casalinga.
Il 12 gennaio 2017 è stato annunciato che a causa di doping le è stata revocata la medaglia d'oro vinta ai Giochi olimpici di Pechino 2008 nella categoria 48 kg. La nuova medaglia d'oro quindi è stata assegnata alla taiwanese Chen Wei-ling, a seguito anche della squalifica della turca Sibel Özkan, ex medaglia d'argento.